# Sölch Glacier
Sölch Glacier är en glaciär i Antarktis. Den ligger i Västantarktis. Argentina, Chile och Storbritannien gör anspråk på området. Sölch Glacier ligger 685 meter över havet.
Terrängen runt Sölch Glacier är bergig österut, men västerut är den kuperad. Trakten är obefolkad. Det finns inga samhällen i närheten.